# Aphra flavicosta
Aphra flavicosta is een beervlinder uit de familie van de spinneruilen (Erebidae). De wetenschappelijke naam van de soort is voor het eerst geldig gepubliceerd in 1855 door Gottlieb August Wilhelm Herrich-Schäffer.